# Anna LaCazio
Anna LaCazio, de son vrai nom Anna Loscalzo, née le 26 janvier 1962 de père italien et de mère chinoise, est une chanteuse américaine, surtout connue pour sa participation au groupe Cock Robin.

## Biographie

### Cock Robin
Elle a formé le groupe avec Peter Kingsbery au début des années 1980 à Los Angeles. Lors de leur première rencontre, elle est venue avec un synthétiseur Casio, de là est né son nom de scène. Le groupe a publié trois albums et participé à plusieurs tournées aux États-Unis et en Europe jusqu'à sa séparation en 1990. 
Elle a reformé en 2006 Cock Robin avec Peter Kingsbery et le guitariste originel du groupe, Clive Wright. Depuis, le groupe a sorti deux albums et a renoué avec la scène, aussi bien en France que dans d'autres pays. Elle a depuis quitté le groupe et a été remplacée par une chanteuse française, Coralie Vuillemin.

### Carrière solo
À la suite de la séparation du groupe, Anna LaCazio a fait quelques rares apparitions sur les albums d'artistes tels que Corey Hart, Purple Mountain Matinee ainsi que sur l'album de Peter Kingsbery Pretty Ballerina (1997) pour une interprétation revisitée d'un morceau du premier album de Cock Robin : More Than Willing.
Elle a enregistré dans les années 1990 une quinzaine de morceaux pour un album solo intitulé Eat Life mais resté sans publication jusque 2009. Le 13 juillet de cette année l'album a été publié à travers le magasin en ligne d'iTunes.
Vivant depuis des années dans le désert californien de Joshua Tree, elle contribue à faire vivre le réseau Joshua Tree Association of Musicians & Songwriters et s'illustre également avec le groupe local Ra Sol.
Lors de la tournée 89/90, elle prévoit de chanter pour la première fois en français avec le titre de Joséphine Becker « j’ai deux amours », titre utilisé dans une publicité pour Yves St Laurent, qu'elle interprète en live au Grand Rex quelques semaines après sa diffusion.
En 2013, Anna chante en Français pour la seconde fois, en duo avec Tristan Décamps sur l'album Le Bruit des Humains : « Le Bal des somnambules ».